# Contributions à la connaissance de la flore du Maroc
Contributions à la connaissance de la flore du Maroc (abreviado Contr. Fl. Maroc) es un libro con ilustraciones y descripciones botánicas que fue escrito por el profesor, botánico, pteridólogo y explorador sueco Svante Samuel Murbeck y publicado en Lund en 2 volúmenes en los años 1922-1923.